# Вітряна брама
Вітряна́ бра́ма — брама в  Старому місті Кам'янця-Подільського, що примикає до башти Стефана Баторія. У комплексі з баштою брама є пам'яткою містобудування та архітектури України національного значення. Брама довгий час була північними воротами міста.

## Історія брами
1585 року із заходу впритул до башти Стефана Баторія було прибудовано прямокутний у плані прибрамний корпус із проїздом, який мав стрілчасте склепіння. Цю роботу було виконано за сприяння начальника кам'янецької фортифікації Миколая Бжеського за участю Камеріно Рудольфіно — придворного будівничого короля Речі Посполитої Стефана Баторія.
На початку 18 століття браму в башті стали називати Вітряною: тут, за легендою, 1711 року під час відвідин Кам'янця-Подільського російським царем Петром I з його голови вітром зірвало капелюх .
Вітряна брама суцільним кам'яним муром з'єднувалася з Турецьким бастіоном. У середині 1930-х років, щоб поліпшити умови проїзду, ділянку оборонного муру, що примикав до Вітряної брами із заходу, розібрали на ширину проїзду . Газета «Червоний кордон» (Кам'янець-Подільський) 8 серпня 1940 року писала: „Кілька років тому у цьому місці ще був тільки вузький темний проїзд. Зараз, крім старовинного історичного проїзду, у віковому мурі пробито другий в'їзд у місто, поширено брук. «Вітряна» брама залишилася зі своїм темним кам'яним склепінням як пам'ятник далекого минулого“.
Через Вітряну браму до міста в'їжджали всі, хто прибував до Кам'янця-Подільського з півночі. Так, у жовтні 1846 року, в'їхавши через цю браму, розпочав тижневе знайомство з містом 32-річний поет і художник Тарас Шевченко. А через кілька років через цю браму в'їжджали до міста 15-річний Степан Руданський (1849 рік), 17-річний Анатолій Свидницький (1851 рік), щоб розпочати навчання в Подільській духовній семінарії. Уже в наші дні тут обдумував сюжетні ходи роману «Поділля — колиско і доле», письменник Броніслав Грищук. Саме тут, біля Вітряної брами та Кушнірської вежі, з особливим натхненням пишеться сучасному кам'янецькому поетові Аркадію Браеску, про що він зізнається читачам у збірці «Не правлене сумління» (2003) .

## Походження назви
Крім найпоширенішої легенди про Петра Першого, є ще низка пояснень назви брами. Так, за однією з версій, тут, при в'їзді в місто, сидів жебрак на ім'я Вітер .
Досить частими є пояснення, що в брамі завжди буває протяг, у довгому коридорі проїзду часто завихрюється повітря .

## Брама в художній творчості

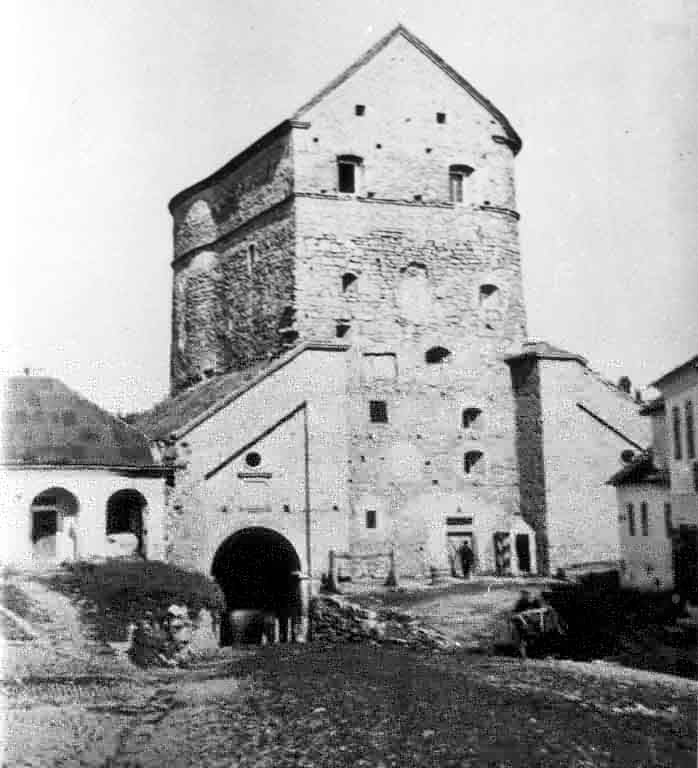
Вітряна брама на фото кінця 19 століття

У гуморесці «Капелюх» легенду про пригоду з російським царем Петром I біля Вітряної брами використав український поет Віталій Нечитайло: 
| У Кам'янці на Поділлі спинивсь імператор. Нужду справив, на фортецю витріщивсь банькато, розпустив у здивуванні августійші вуха, а тим часом з царя протяг зірвав капелюха, покотив його у браму і кинув за валом. Тую браму кам'янчани — Вітряна назвали. Не Петрова і не Царська — Вітряна та й годі… |

В одному з листів до Дмитра Нитченка (від 16 березня 1979 року) письменник Борис Антоненко-Давидович писав: „Дякую Вам, що Ви моїй знайомій надіслали свої книжки та свої твори для дітей. Ця знайома влаштувала мені, замість подарунку на день народження, подорож до Кам'янця-Подільського, де й сфотографували мене родичі її чоловіка. Вкладаю в листа це своє останнє фото на тлі «Вітряної брами» або інакше «Брами Стефана Баторія» в Кам'янці-Подільському. Бачите, який я став тепер миршавий і нікудишній…“  Мова у листі йде про поїздку Бориса Антоненка-Давидовича в Кам'янець-Подільський на початку серпня 1977 року разом із Надією Світличною та її чоловіком Павлом Стокотельним — уродженцем Кам'янця-Подільського .
У повісті «Знак кіммерійця» (1972) письменник Роман Федорів писав у «Відступі про Шершуна»: «Кручена бруківка привела його до чорної від старості Вітряної брами. Впізнав її відразу. Брама стриміла на тому ж місці, де розсідалася за його молодості і за молодості Тимкового батька, діда. І так само, як колись, коли дивитися з дороги над Смотричем, різьбилися на тлі ясного неба колись грізні зубці Турецьких бастіонів» .